# 船橋市立飯山満小学校
船橋市立飯山満小学校（ふなばししりつ はさましょうがっこう）は、千葉県船橋市飯山満町にある公立小学校。

## 沿革
- 下総国飯山満村、東福寺に飯山満小学校開設

## 教育目標
自立した生き方ができる児童の育成

## 学区
- 二宮一丁目・二丁目
- 前原西八丁目
- 飯山満二丁目・三丁目
- 滝台町
- 滝台二丁目